# Tha Block Is Hot (singolo)
Tha Block Is Hot è un brano musicale del rapper di New Orleans Lil Wayne, pubblicato come primo singolo estratto dal suo album di debutto Tha Block Is Hot.
Il brano è stato votato al cinquantesimo posto della classifica stilata dal canale VH1 sulle migliori canzoni hip hop di tutti i tempi.

## Tracce
CD Maxi Cash Money Records U5P 1618
1. Tha Block Is Hot (Radio) - 4:13
2. Tha Block Is Hot (Squeaky Clean Radio) - 4:13
3. Tha Block Is Hot (Instrumental) - 4:13
4. Tha Block Is Hot (Dirty) - 4:13

12" Vynil Cash Money Records U5P 1618
Lato A
1. The Block Is Hot (Dirty) - 4:13
2. The Block Is Hot (Radio) - 4:13

Lato B
1. The Block Is Hot (Instrumental) - 4:12
2. The Block Is Hot (Squeaky Clean Radio) - 4:12

## Classifiche
| Classifica (1999/2000)               | Posizione Più alta |
| ------------------------------------ | ------------------ |
| U.S. Billboard Hot 100               | 72                 |
| U.S. Billboard Hot R&B/Hip-Hop Songs | 24                 |
| U.S. Billboard Hot Rap Singles       | 27                 |